# Kays Djilali
Kays Djilali est un photographe et maquettiste algérien né le 2 décembre 1961 à Hussein-Dey, Kouba, en Algérie, et mort le 14 juin 2020 à Apt.

## Biographie
Kays Djilali naît en 1961 en Algérie. Il est l’auteur de plusieurs livres. Il a exposé à Alger, lors du festival panafricain de 2009, à Pékin, aux Rencontres africaines de la photographie de Bamako, à Barcelone, Casablanca, Moscou, Prague,, ou encore, dans les années 2000, avec la photographe Anaïs Pachabézian,.
Il est aussi en 2006 le co-réalisateur avec le journaliste Djamel Benramdane, d'un court métrage Le Piège, qui retrace le quotidien des migrants subsahariens au Maghreb,.

« Amoureux des voyages et des grands espaces, féru de musiques du monde, Kays Djilali a, sans fin, arpenté l’Algérie, photographié ses paysages, sa nature, ses monuments historiques, ses artistes (musiciens, écrivains), contribuant ainsi, en artisan discret et polyvalent, à constituer un fonds photographique documentaire et artistique sans précédent »

— Selma Hellal et Sofiane Hadjadj
Kays Djilali meurt des suites d’une longue maladie, le 14 juin 2020 à 58 ans à Apt.

## Publications
Liste non exhaustive
- 10 balades à Alger, de Karrine Thomas et Philomène Bon, Le Bec En L’air Barzakh, 2007,  (ISBN 9782916073286)
- La nuit sur la figure, portraits de migrants, préfacé par Yasmina Khadra, Barzakh – CISP, 2008,  (ISBN 9789947851142)[11]
- Aurès, vivre la terre chaouie,  éditions Chihab, 2011,  (ISBN 978-9961638392)[12]
- Alger sous le ciel de Nina Bouraoui et Malek Allaoua, Le Bec En L'air 2014,  (ISBN 978-2367440446)